# 紫錦梅
紫錦梅（しきんばい）は、茨城県水戸市の郷土料理。梅びしお（うめびしお）とも呼ばれる。
水戸藩徳川家9代藩主・徳川斉昭が考案したとされる。
徳川斉昭が作らせた偕楽園は約100品種3000本の梅が植えられ、梅の名所として知られる。偕楽園で採れた梅の実は、傷がないきれいなものは梅干しにしたり、梅酒として利用されるが、傷があったり、見た目が悪い梅の実を利用した食品である。
梅の実を木槌などでたたき割って種を除き、果肉のみを紫蘇、塩と共に漬けたものが紫錦梅である。
梅の実の収穫時期は6月中旬から下旬であるが、紫錦梅は保存食でもあるため年間を通して食べられる。
各家庭でも作られるが、偕楽園でも園内で採れた梅を使った紫錦梅が販売されており、土産としても人気が高い。